# Eduardo Topelberg
Eduardo Topelberg Kleinkopf (Santiago, 10 de agosto de 1967) es un músico chileno, ex-baterista de Pentagram Chile , Dorso y es exconcejal de la comuna de Ñuñoa.

## Biografía

### Carrera musical
En 1983, Eduardo Topelberg, José Ihnen y Claudio Martínez fundan la banda heavy metal Chronos. En 1985, Anton Reisenegger funda la banda Pentagram Chile en donde es incluido el 1986 y publican sus primeras demos. Ese mismo año, lanza con Chronos el disco Medieval Tales y el año 1989 su sucesor titulado "...A Dónde Vas" el cual marcó un importante cambio de estilo musical en la banda. 
En 1989, después de la disolución de ambas bandas pasó a formar parte de la banda thrash-heavy metal Dorso, en la cual participó en la grabación del disco Romance lanzado en 1990. Posteriormente, participó en múltiples proyectos musicales durante la primera mitad de la década de los 90', incluyendo Nex Mormex, banda en la cual también participó José Ihnen, bajista y fundador de Chronos, publicando el disco titulado "Uno" en 1992.
El año 2001 participó en la grabación en vivo del concierto de reunión de Pentagram Chile titulada Reborn, el cual fue efectuado en el Teatro Providencia de Santiago y publicado como material oficial de la banda. 
El año 2006 lanza junto a Arkham el disco The Missioners 
El año 2009 regresa con Pentagram Chile, efectuando una gira nacional e internacional, la cual incluyó su participación en el festival Wacken Open Air  ese mismo año. 
De igual forma, el año 2009 regresa a tocar junto a Chronos, grabando el disco homónimo de la banda y participando como teloneros en la visita a Chile de la banda de heavy metal estadounidense Manowar, concierto que tuvo lugar en mayo de 2010.

### Carrera política
En 2012, comienzan Elecciones municipales de Chile de 2012 es donde Eduardo Topelberg debuta como concejal de Ñuñoa.
Es hermano del empresario Rodrigo Topelberg Kleinkopf, implicado en el Caso Hermosilla.

## Discografía
Con Chronos
- 1985 – Mistical Adventures (demo)
- 1987 – Medieval Tales (demo)
- 1989 – A dónde vas
- 2009 – Chronos

Con Pentagram Chile
- 1987 – Demo I
- 1987 – Demo II
- 2001 – Reborn

Con Dorso
- 1990 – Romance

Con Nex Mormex
- 1992 – Uno

Con Arkham
- 2006 – The Missioners